# Hybolasius lanipes
Hybolasius lanipes es una especie de escarabajo longicornio del género Hybolasius, tribu Acanthocinini, subfamilia Lamiinae. Fue descrita científicamente por Sharp en 1877.

## Descripción
Mide 7 milímetros de longitud.

## Distribución
Se distribuye por Nueva Zelanda.